# Джефферсон (округ, Колорадо)
Дже́фферсон (англ. Jefferson County) — округ в США, штате Колорадо. Официально образован 1 ноября 1861 года. Получил своё название по имени третьего президента США Томаса Джефферсона. По состоянию на 2010 год, численность населения составляла 534 543 человека.

## География
По данным Бюро переписи США, общая площадь округа равняется 2 015,2 км², из которых 1 999,7 км² суша и 15,5 км² или 0,77 % это водоёмы.

### Соседние округа
- Боулдер (Колорадо) — север
- Брумфилд (Колорадо) — северо-восток
- Адамс (Колорадо) — восток
- город Денвер — восток
- Арапахо (Колорадо) — восток
- Дуглас (Колорадо) — восток
- Теллер (Колорадо) — юг
- Парк (Колорадо) — юго-запад
- Клир-Крик (Колорадо) — запад
- Гилпин (Колорадо) — северо-запад

## Демография
По данным переписи населения 2000 года в округе проживает 527 056 жителей в составе 206 067 домашних хозяйств и 140 537 семей. Плотность населения составляет 264 человека на км². На территории округа насчитывается 212 488 жилых строений, при плотности застройки 106 строений на км². Расовый состав населения: белые — 90,59 %, афроамериканцы — 0,89 %, коренные американцы (индейцы) — 0,75 %, азиаты — 2,28 %, гавайцы — 0,08 %, представители других рас — 3,23 %, представители двух или более рас — 2,18 %. Испаноязычные составляли 9,95 % населения независимо от расы.
В составе 33,40 % из общего числа домашних хозяйств проживают дети в возрасте до 18 лет, 55,10 % домашних хозяйств представляют собой супружеские пары проживающие вместе, 9,10 % домашних хозяйств представляют собой одиноких женщин без супруга, 31,80 % домашних хозяйств не имеют отношения к семьям, 24,50 % домашних хозяйств состоят из одного человека, 6,30 % домашних хозяйств состоят из престарелых (65 лет и старше), проживающих в одиночестве. Средний размер домашнего хозяйства составляет 2,52 человека, и средний размер семьи 3,03 человека.
Возрастной состав округа: 25,30 % моложе 18 лет, 8,10 % от 18 до 24, 32,10 % от 25 до 44, 24,90 % от 45 до 64 и 9,60 % от 65 и старше. Средний возраст жителя округа 37 лет. На каждые 100 женщин приходится 99,00 мужчин. На каждые 100 женщин старше 18 лет приходится 96,80 мужчин.
Средний доход на домохозяйство в округе составлял 57 339 USD, на семью — 67 310 USD. Среднестатистический заработок мужчины был 45 306 USD против 32 372 USD для женщины. Доход на душу населения составлял 28 066 USD. Около 3,40 % семей и 5,20 % общего населения находились ниже черты бедности, в том числе — 5,80 % молодёжи (тех кому ещё не исполнилось 18 лет) и 5,10 % тех кому было уже больше 65 лет.